# نومک
ماجرای نومک (به انگلیسی: NUMEC) به واقعه‌ای اشاره دارد که در سال ۱۹۶۵ میلادی در دهکدهٔ آپولو واقع در ایالت پنسیلوانیا به وقوع پیوست و طی آن حدود ۹۰ تا ۲۰۰ کیلوگرم اورانیوم با درصد غنای بسیار بالا از شرکت آمریکایی نومک به سرقت رفت.

در پی وقوع این حادثه، اف‌بی‌آی (پلیس فدرال آمریکا)، زلمان مردخای شاپیرو، رئیس یهودی این شرکت را مورد بازجویی قرار داد. بعد از انجام تحقیقات توسط کمیسیون انرژی اتمی ایالات متحده آمریکا، سازمان سیا (آژانس اطلاعات مرکزی به اختصار CIA)، سازمان اف بی ای (به انگلیسی: FBI) و دیگر سازمان‌های دولتی، این پرونده، بدون هیچ اتهامی به وی، بسته شد.

در یک گزارش ارائه شده توسط دفتر حسابداری حکومتی ایالات متحده که در می۲۰۱۰ اجازهٔ انتشار یافت، امده‌است: «ما معتقدیم در صورتی که اراده آن وجود می‌داشت، یک تلاش به موقع و هماهنگ توسط این سه نهاد می‌توانست تا حد زیادی کمک کننده باشد یا احتمالاً به سوالات پیرامون حادثه نومک پاسخ دهد»

عده‌ای بر این عقده بودند که اسرائیل در حدود ۹۰ کیلوگرم اورانیوم از نومک دریافت کرده‌است. آنها بازدید رافی ایتان، جاسوس اسرائیلی (که بعدها در ماجرای جاناتان پولارد ایفای نقش کرد) از تأسیسات نومک را گواهی بر این ادعا می‌دانند. در ژوئن ۱۹۸۶ آنتونی کوردزمن، تحلیلگر آمریکایی، طی گفتگویی با خبرگزاری یونایتدپرس اینترنشنال اظهار داشت که «برای بازدید رافی ایتان از این تاسیسات، هیچ دلیل منطقی نمی‌توان قائل شد جز دریافت مواد هسته ای»